# Lohmühle (Rüdenhausen)
Die Lohmühle (auch Wiesenmühle, Schlodenmühle, Schlottenmühle, Adresse Lohmühle 1, früher Hausnummer 129) ist eine ehemalige Getreide- und Lohmühle im unterfränkischen Rüdenhausen. Sie liegt am Schirnbach im Nordwesten der Gemeinde und war zeitweise ein Ortsteil von Rüdenhausen.

## Geschichte
Erstmals erwähnt wurde die Lohmühle im Jahr 1540. Es war zugleich das Jahr ihrer Errichtung. Zunächst wurde die Mühle wegen ihrer abseitigen Lage Wiesenmühle genannt. Außerdem setzte sich die Bezeichnung „Schloden-“ oder „Schlottenmühle“ durch. Sie rührt von der Flurlage Schlodach her, in der die Anlage entstand. Die Lohmühle wurde auf einem Grundstück errichtet, das dem Würzburger Markuskloster der Dominikanerinnen gehörte. Der erste Müller hieß Claus Endres.
Der Name Lohmühle gibt Hinweise auf die Nutzung. So wurde dort zermahlene Eichenrinde zur Gerberlohe verarbeitet. Häufiger aber wurde auch in dieser Mühle Getreide zu Mehl gemahlen. Der tägliche Ausstoß variierte dabei, weil die Mühle auf die Wasserkraft des Schirnbachs angewiesen war. Wahrscheinlich wurde die Mühle zu Beginn des 19. Jahrhunderts umgebaut. Daran erinnert das Steinportal von 1817, das vom Bayerischen Landesamt für Denkmalpflege als Baudenkmal eingeordnet ist. 
Obwohl die Anlage in den folgenden Jahren weiter genutzt wurde, konnte sie nicht mehr kostendeckend betrieben werden. Zu Beginn des 20. Jahrhunderts planten zwei Geschäftsleute die Einrichtung einer Munitionsfabrik in den Räumlichkeiten. Allerdings kam es nie zur Produktion von Schießpulver, weil die Inhaber noch im gleichen Jahr Konkurs anmelden mussten. Die Turbine arbeitete im Jahr 1954 noch einmal für kurze Zeit und diente der Elektrizitätsgewinnung. Heute ist die ehemalige Mühle als Wohnhaus umgebaut. Die Technik wurde entfernt.

## Ortsteil
1867 wurde die Lohmühle als Weiler mit sieben Einwohnern in der Gemarkung von Rüdenhausen bezeichnet.